# Hjaltadalur

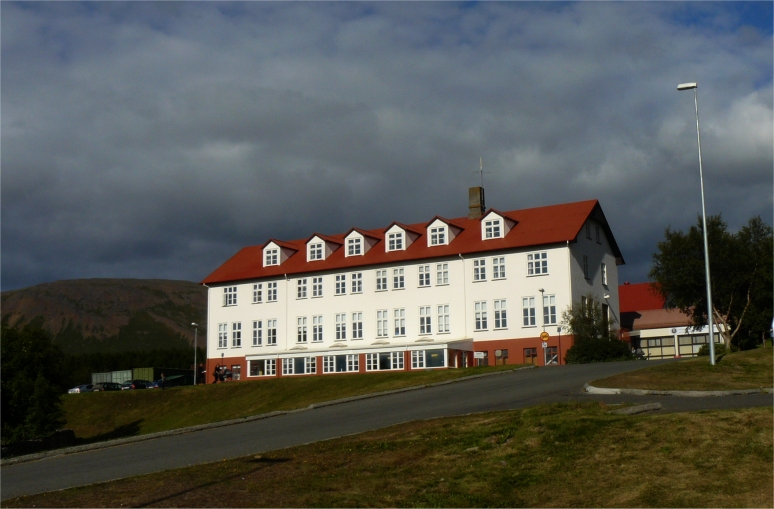
Hólars högskola i Hjaltadalur.

Hjaltadalur är en dal i republiken Island. Den ligger öster om Skagafjörður i regionen Norðurland vestra, i den norra delen av landet, 220 km nordost om huvudstaden Reykjavík. I Hjaltadalur ligger Hólars högskola.
Trakten ingår i den boreala klimatzonen. Årsmedeltemperaturen i trakten är −5 °C. Den varmaste månaden är juli, då medeltemperaturen är 9 °C, och den kallaste är december, med −10 °C.